# Babette von Bülow
Clara Bertha Friederike von Bülow, all'anagrafe Clara Bertha Friederike Eberty, nota anche con lo pseudonimo di Hans Arnold (Jelenia Góra, 30 settembre 1850 – Kühlungsborn, 8 marzo 1927), è stata una scrittrice tedesca.

## Biografia
Nacque a Cieplice Śląskie-Zdrój, figlia di uno scrittore, astrofilo e professore presso l'Università di Breslavia e figlia di Mary Hasse. Visse a Breslavia, dove studiò presso una scuola francese; successivamente sposò il tenente e colonnello Adolf von Bülow il 10 giugno 1876. La carriera militare di suo marito la portò a trasferirsi in diversi presidi, come Hannover nel 1893, Erfurt nel 1896, Francoforte sull'Oder nel 1900, Potsdam nel 1902 e nuovamente nel 1905 a Erfurt. Era l'amica di Theodor Fontane.

## Opere principali
- Novellen (1881)
- Neue Novellen (1884)
- Geburtstagsfreuden (1884)
- Fünf neue Novellen (1885)
- Berlin-Ostende mit zehntägigem Retourbillet (1886)
- Ein neues Novellenbuch (1886)
- Der Umzug und andere Novellen (1889)
- Theorie und Praxis (Lustspiel, 1890)
- Lustige Geschichten (1890)
- Zwei Friedfertige (Schwank, 1891)
- Einst im Mai! und andere Novellen (1892)
- Dornen um die Rose (1893)
- Sonnenstäubchen. Neue Novellen (1894)
- Theorie und Praxis (Lustspiel, 1895)
- Aus alten und neuen Tagen (1896)
- Maskiert und andere Novellen (1898)
- Christel und andere Novellen (1899)
- Zwei Affen und andere Novellen (1902)
- Perücke? Neue Novellen (1904)
- Herbstsonne. Neue Novellen (1907)
- Vom „Drachenfels“ des Lebens. Beobachtungen und Betrachtungen (1907)
- Ausgewählte Novellen (1907)
- Aus der Kinderzeit. Erinnerungen (1909)